# Dr Wanna do
Dr Wanna Do è un singolo della cantante jazz olandese Caro Emerald, pubblicato il 22 agosto 2010 dall'etichetta discografica Grandmono Records, nei Paesi Bassi. La pubblicazione europea del singolo è avvenuta il 1º febbraio 2011, quella statunitense l'11 ottobre 2010.

## Il brano
Il brano è stato scritto da Vince DeGiorgio e David Schreurs e prodotto da quest'ultimo insieme a Jan Van Wieringen ed è stato estratto come quarto singolo dall'album di debutto dell'artista, Deleted Scenes from the Cutting Room Floor.
Ha ottenuto un discreto successo nei Paesi Bassi, piazzandosi alla posizione numero 16 della classifica dei singoli.

## Tracce
CD-Single (Grandmono GM012 [nl] / EAN 8717092005531)
1. Dr Wanna Do (Album version) - 3:01
2. Dr Wanna Do (Acapella) - 2:51
3. Dr Wanna Do (Instrumental) - 3:01

## Classifiche
| Classifica (2010) | Posizione massima |
| ----------------- | ----------------- |
| Austria           | 56                |
| Italia            | 7                 |
| Paesi Bassi       | 16                |
| Germania          | 35                |